# Осада Светиграда (1448)
Осада Светиграда началась 14 мая 1448 года, когда османская армия во главе с султаном Мурадом II осадила крепость Светиград (ныне деревня Коджаджик, Северная Македония). После многих неудачных османских экспедиций в Албанию против Лежской лиги, созданной в 1444 году и возглавляемой Скандербегом, султан Мурад II решил двинуть армию на собственные владения Скандербега, чтобы захватить ключевую албанскую крепость Светиград. Крепость лежала на важном маршруте между современной Северной Македонией и Албанией, и таким образом её оккупация дала бы туркам-османам легкий доступ в Албанию. Сила, подготовленная Мурадом, была самой большой силой, с которой турки-османы когда-либо нападали на Скандербега. Мурад II планировал взять крепость, войти в вглубь Албании и захватить главную цитадель Круя, сокрушив таким образом Лежскую лигу.
В то же самое время Скандербег воевал с Венецианской республикой. Понимая всю серьёзность этого вызова, он попытался помочь осаждённому албанскому гарнизону в Светиграде, вступив в стычки с османской армией. Его войскам удалось нанести тяжелые потери турецким войскам в результате партизанских нападений. Скандербег попытался использовать разведывательные силы, действовавшие до самого Стамбула, чтобы собрать информацию о планах действий султана Мурада II. Тем временем, недалеко от Скутари он сумел разбить венецианские войска и значительно ослабить венецианское присутствие в Албании. Несмотря на эти усилия, 31 июля гарнизон Светиграда сдался из-за перебоев в водоснабжении. Гарнизон был спасен, и вместо него в крепости был размещен гарнизон османских янычар. Два года спустя Мурад II выступил против замка Круя, но потерпел тяжелое поражение.

## Предыстория
В 1444 году главные князья албанских княжеств, которые до этого момента были вассалами Османской империи, объединились и создали Лежскую лигу, антиосманскую конфедерацию под предводительством Скандербега. В результате Османская империя стремилась сокрушить лигу и восстановить контроль над Албанией. По состоянию на 1448 год все османские военные кампании в Албанию потерпели неудачу. Султан Мурад II решил лично возглавить свои войска во время вторжения в Албанию и уничтожить лигу. Султан решил захватить крепость Светиград. Эта крепость служила стратегической цели защиты албанских восточных границ, а также позволяла албанцам совершать свои собственные нападения на османскую территорию. В конце 1447 года между Венецией и Лежской лигой началась война, но ещё не переросшая в полномасштабный конфликт. Скандербег объявил войну Венеции в результате дипломатического тупика. Это оставляло Албанию открытой для вторжения османской армии.
Албанские разведывательные группы сообщили Скандербегу, главному лидеру восстания, что большая османская армия готовится к походу в Албанию, численность которой, по некоторым данным, достигала 170 000 человек. Эта армия, однако, вероятно, содержала не более 80 000 солдат . Тем не менее султан Мурад II повел свою армию в Манастир. Скандербег срочно попросил у Венеции материальную помощь. Но ответ был отрицательным. Вместо этого единственная помощь была получена от Неаполитанского королевства и Дубровника. Тем не менее, Мурад II вскоре выступил из Охрида в долину Черного Дрина, приближаясь к Светиграду. В ответ Скандербег усилил гарнизоны Круя, Стелуши, Светиграда и Берата, приказав местному населению вокруг этой крепости взять в руки оружие.
Незадолго до начала османской осады Скандербег вместе с 4 тысячами всадников занял позицию в 7 милях (11 км) от турецкого лагеря. Под его командованием было 8-тысячное войско. Скандербег приказал не разводить костров, чтобы сохранить свое положение в тайне. Моису Арианити Големи и Музаке из Ангелины было приказано с тридцатью всадниками одеться крестьянами и войти в крепость. Этот план был раскрыт, однако, турки-османы напали на албанских разведчиков, но были отбиты. Вернувшись в главный османский лагерь, один из османских пашей увидел, что это был один из разведывательных отрядов Скандербега, и послал 4 тысячи всадников, чтобы выяснить, где находится лагерь Скандербега, следуя за отрядом Моиса. Моис Големи повел османские войска в долину, и Скандербег, который был готов к такому предприятию, окружил долину своими войсками. Когда османские войска приблизились, албанцы устроили засаду, и османские войска были уничтожены. Это произошло 14 мая 1448 года, после чего султан Мурад II приказал начать осаду.

## Осада

### Османское прибытие
Силы Мурада II состояли примерно из 80 000 человек и двух пушек, которые могли стрелять 200-фунтовыми (91 кг) ядрами. В составе османской армии был новый корпус янычар и три тысячи должников и банкротов, сражавшихся за возвращение своей свободы. Граф Гуррика убедил Скандербега применить стратегию выжженной земли, уничтожив все запасы, которые могли быть использованы османской армией. Турки-османы предлагали 300 000 аспр (турецкая валюта) тем, кто откроет ворота и пустит османов в крепость без боя. Герольды, сделавшие эти предложения, вошли в крепость ночью, и гарнизонные командиры устроили им роскошный обед, чтобы у них создалось впечатление, что неприятель хорошо подготовлен к длительной осаде. После обеда их предложения были отвергнуты, и они были отосланы обратно к султану. Размеры османской армии беспокоили Скандербега из-за последствий, которые она могла оказать на моральный дух его солдат и на местное население, которое поддерживало князей. Скандербег таким образом перемещался из деревни в деревню, переодевшись простым солдатом, и поднимал боевой дух населения. В результате этой деятельности местные албанские вожди согласились воевать с турками-османами и убедили Скандербега разработать свои планы совместно с ними.

### Албанские партизанские атаки
Чтобы освободить гарнизон Светиграда, Скандербег постоянно тревожил османскую армию. Многие из этих нападений были неожиданными засадами на изолированные османские отряды. Надеясь избежать османских патрулей, Скандербег двинулся к османскому лагерю. 22 июня Скандербег возглавил ночную атаку на османский лагерь, вызвал переполох османских солдат, ожидавших спокойной кампании. Вскоре после этого, когда осаждающие уже спали послеобеденным сном, Скандербег послал Моиса с несколькими людьми, снова одетыми крестьянами, в османский лагерь для разведки на предмет будущего нападения. Скандербег обратился к своим войскам, призывая их не забирать добычу из лагеря, так как это может дать османским войскам время отреагировать и начать контратаку. В ту же ночь албанцы начали атаку, но грохот доспехов и ржание лошадей не позволили им застать турок врасплох. На периферии лагеря царило смятение, но основная часть турецких войск собралась и вытеснила албанцев из своего лагеря, но не раньше, чем они понесли тяжелые потери. Чтобы предотвратить дальнейшие нападения такого рода, султан Мурад II выделил отряд войск под командованием Фируз-паши для наблюдения за албанцами, но он был склонен к дезертирству и полностью уничтожен с захваченным багажем. Была пробита брешь в стенах Светиграда, но следующий штурм пехоты был отбит. Албанцы начали надеяться, что султан теперь вернется в Эдирне.

### Патовая ситуация
Сражение зашло в тупик, и султан Мурад II обдумывал свой следующий шаг. Ему советовали грабить сельскую местность, но окрестные поля уже были сожжены Скандербегом. Султан решил прекратить преследование местных жителей в лесах, чтобы предотвратить дальнейшие жертвы. Шехзаде Мехмед, сын Мурада II, предложил покинуть Светиград и нанести удар по Круе. Мурад II решительно отверг это предложение, рассудив, что припасы для взятия Светиграда будут потрачены впустую и что Круя будет защищена сильнее, чем Светиград. Султан, таким образом, решил остаться в Светиграде в попытке заставить албанский гарнизон сдаться голодом. Тем временем двухтысячный гарнизон под предводительством Петра Перлати совершил несколько успешных вылазок против турок-османов, чтобы ослабить окружение и укрепить боевой дух своих солдат.

### Сдача крепости
Во время кампании против венецианских войск Скандербегу удалось нанести серьёзное поражение 23 июля 1448 года, серьёзно ослабив венецианскую власть в Албании. Однако осада Светиграда продолжалась, и Марин Барлети пишет, что турки-османы подкупили солдата, чтобы тот бросил мертвую собаку в колодец крепости, заставив гарнизон отказаться пить из него. Однако более вероятно, что османы перекрыли водоснабжение и вынудили гарнизон капитулировать. Учитывая эти обстоятельства, Петр Перлати пообещал сдаться, если гарнизону будет позволен безопасный проход через османские оборонительные позиции. Шехзаде Мехмед предложил гарантировать албанскому гарнизону безопасный проход, а затем его перебить, но его отец Мурад II отклонил предложение своего сына, опасаясь, что восстание только усилится таким актом. Вместо этого он разрешил гарнизону Светиграда соединиться с силами Скандербега. 31 июля 1448 года гарнизон Светиграда капитулировал.

### Последствия
Как только крепость была захвачена, султан Мурад II разместил собственный гарнизон из янычар и приказал своим людям отремонтировать крепостные стены. Петр Перлати и его солдаты пришли к Скандербегу, моля о пощаде. Скандербег простил своих солдат за капитуляцию и даже поблагодарил их за то, что они продержались так долго. Скандербег продолжал наблюдать за османской армией, когда она возвращалась домой в надежде нанести какой-нибудь серьёзный урон, но его силы были недостаточно сильны, чтобы рискнуть спровоцировать их. В октябре того же года Мурад II сумел нанести серьёзное поражение силам венгерского регента Яноша Хуньяди в битве при Косово. Скандербег планировал присоединиться к наступлению Яноша Хуньяди с 20 000 человек, но он не смог добраться туда вовремя из-за того, что сербский деспот Георгий Бранкович блокировал все дороги в Косово.
Потеря Светиграда позволила туркам-османам легко проникнуть в Албанию с северо-востока. Теперь они могли начать три скоординированных вторжения с юга, юго-востока и северо-востока в Албанию. Через несколько недель после осады Мустафа-паша повел 15 000 человек в Албанию, как того требовали венецианские соперники Скандербега, но был жестоко разбит, и Мустафа-паша был взят в плен. Скандербег попытался вернуть себе Светиград в следующем 1449 году, но у него не было для этого подходящей артиллерии. Он окружил крепость, но понял, что его положение безнадежно, и снял осаду. В начале 1450 года турки возьмут Берат с помощью ночной военной хитрости, а позже в том же году Мурад II осадит Крую.